# Трапп (Пенсільванія)
Трапп (англ. Trappe) — місто (англ. borough) в США, в окрузі Монтгомері штату Пенсільванія. Населення — 4002 особи (2020).

## Географія
Трапп розташований за координатами 40°11′57″ пн. ш. 75°28′31″ зх. д. / 40.19917° пн. ш. 75.47528° зх. д. (40.199095, -75.475379).  За даними Бюро перепису населення США в 2010 році місто мало площу 5,34 км², уся площа — суходіл.

## Демографія
Згідно з переписом 2010 року, у селищі мешкало 3509 осіб у 1353 домогосподарствах у складі 979 родин. Густота населення становила 657 осіб/км².  Було 1407 помешкань (264/км²).
Расовий склад населення:
| - 89,2 % — білих - 4,5 % — азіатів - 3,2 % — чорних або афроамериканців - 0,3 % — корінних американців |

До двох чи більше рас належало 2,0 %. Частка іспаномовних становила 2,7 % від усіх жителів.
За віковим діапазоном населення розподілялося таким чином: 26,9 % — особи молодші 18 років, 62,4 % — особи у віці 18—64 років, 10,7 % — особи у віці 65 років та старші. Медіана віку мешканця становила 37,7 року. На 100 осіб жіночої статі у селищі припадало 100,1 чоловіків;  на 100 жінок у віці від 18 років та старших — 95,3 чоловіків також старших 18 років.
Середній дохід на одне домашнє господарство  становив 96 570 доларів США (медіана — 79 076), а середній дохід на одну сім'ю — 107 108 доларів (медіана — 92 991). Медіана доходів становила 74 028 доларів для чоловіків та 48 698 доларів для жінок. За межею бідності перебувало 9,4 % осіб, у тому числі 13,9 % дітей у віці до 18 років та 0,0 % осіб у віці 65 років та старших.
Цивільне працевлаштоване населення становило 1848 осіб. Основні галузі зайнятості: виробництво — 19,8 %, науковці, спеціалісти, менеджери — 14,8 %, освіта, охорона здоров'я та соціальна допомога — 14,2 %.